# نظرية الحقل الفعال
في الفيزياء، نظرية الحقل الفعالة هي نوع من التقريب، أو النظرية الفعالة، لنظرية فيزيائية أساسية، مثل نظرية مجال الكم أو نموذج الميكانيكا الإحصائية . تشتمل النظرية الميدانية الفعالة على درجات الحرية المناسبة لوصف الظواهر الفيزيائية التي تحدث في مقياس الطول أو مقياس الطاقة المختار، مع تجاهل البنية التحتية ودرجات الحرية على مسافات أقصر (أو، في المقابل، في الطاقات العليا). بشكل حدسي، متوسط واحد على سلوك النظرية الأساسية في المقاييس الطولية القصيرة لاشتقاق ما يُؤمل أن يكون نموذجًا مبسطًا بمقاييس الطول الأطول. عادةً ما تعمل نظريات الحقل الفعالة بشكل أفضل عندما يكون هناك فصل كبير بين مقياس طول الفائدة ومقياس الطول للديناميات الأساسية. وجدت نظريات الحقل الفعالة فائدة في فيزياء الجسيمات، والميكانيكا الإحصائية، وفيزياء المادة المكثفة، والنسبية العامة، والديناميكا المائية . أنها تبسط العمليات الحسابية، وتسمح بمعالجة آثار التبديد والإشعاع.

## مجموعة إعادة التعمير
في الوقت الحالي، تتم مناقشة نظريات الحقل الفعالة في سياق مجموعة إعادة التوحيد (RG) حيث تتم عملية دمج درجات الحرية القصيرة عن بعد بشكل منهجي. على الرغم من أن هذه الطريقة ليست ملموسة وعينية بما فيه الكفاية للسماح بالبناء الفعلي للنظريات الميدانية الفعالة، فإن الفهم الإجمالي لفائدتها يصبح واضحًا من خلال تحليل النمو الحقيقي. تضفي هذه الطريقة أيضًا مصداقية على التقنية الرئيسية لبناء نظريات مجال فعالة، من خلال تحليل التماثلات . إذا كان هناك مقياس كتلة واحد M في النظرية المجهرية، عندئذٍ يمكن اعتبار نظرية المجال الفعال بمثابة امتداد في 1 / M. يتطلب بناء نظرية مجال فعالة دقيقة لبعض القدرة بمقدار 1 / M مجموعة جديدة من المعلمات الحرة عند كل ترتيب للتوسع في 1 / M. هذه التقنية مفيدة للتشتت أو العمليات الأخرى حيث يفي مقياس الزخم الأقصى k بالحالة k / M≪1. نظرًا لأن نظريات الحقل الفعالة غير صالحة على نطاقات صغيرة الطول، فإنها لا تحتاج إلى إعادة تكوينها . في الواقع، فإن العدد المتزايد باستمرار من المعلمات في كل ترتيب في 1 / M المطلوبة لنظرية مجال فعال يعني أنها ليست قابلة لإعادة التشكيل بشكل عام بالمعنى نفسه للديناميكا الكهربائية الكمومية التي تتطلب فقط إعادة تشكيل اثنين من العوامل.

## أمثلة لنظريات الحقل الفعالة

### نظرية فيرمي من الاضمحلال (بيتا) التجريبي
المثال الأكثر شهرة لنظرية الحقل الفعال هو نظرية فيرمي لتحلل بيتا. تم تطوير هذه النظرية خلال الدراسة المبكرة للفساد الضعيف للنواة عندما كانت تعرف فقط الهدرونات والليبتونات التي تمر باضمحلال ضعيف. ردود الفعل النموذجية التي تمت دراستها كانت:
{\displaystyle {\begin{aligned}n&\to p+e^{-}+{\overline {\nu }}_{e}\\\mu ^{-}&\to e^{-}+{\overline {\nu }}_{e}+\nu _{\mu }.\end{aligned}}}
افترضت هذه النظرية تفاعلًا شبيهًا بين الفرميونات الأربعة المشاركة في ردود الفعل هذه. حققت النظرية نجاحًا كبيرًا في الظواهر وفُهم في النهاية أنها نشأت من نظرية القياس لتفاعلات الصعق الكهربائي، والتي تشكل جزءًا من النموذج القياسي لفيزياء الجسيمات. في هذه النظرية الأكثر جوهرية، يتم التوسط في التفاعلات بواسطة بوسون قياس النكهة، W ± . كان النجاح الهائل لنظرية فيرمي هو أن كتلة W تحتوي على حوالي 80 GeV، في حين أجريت جميع التجارب المبكرة على مقياس طاقة أقل من 10 MeV. لم يتم الوفاء بهذا الفصل بين المقاييس، بأكثر من 3 أوامر من حيث الحجم، في أي حالة أخرى حتى الآن.

### BCS نظرية الموصلية الفائقة
مثال آخر مشهور هو نظرية BCS للموصلية الفائقة. هنا النظرية الأساسية هي الإلكترونات في المعدن الذي يتفاعل مع اهتزازات شبكية تسمى الفونونات. تسبب الفونونات تفاعلات جذابة بين بعض الإلكترونات، مما يجعلها تشكل أزواج كوبر. مقياس الطول لهذه الأزواج أكبر بكثير من الطول الموجي للفونونات، مما يجعل من الممكن إهمال ديناميات الفونونات وبناء نظرية يتفاعل فيها إلكترونان بفاعلية عند نقطة معينة. حققت هذه النظرية نجاحًا ملحوظًا في وصف نتائج التجارب على الموصلية الفائقة والتنبؤ بها.

### نظريات الحقل الفعال في الجاذبية
من المتوقع أن تكون النسبية العامة نفسها نظرية المجال الفعال للطاقة منخفضة لنظرية كاملة للجاذبية الكمومية، مثل نظرية الأوتار أو الجاذبية الكمية لل حلقة . مقياس التوسع هو كتلة بلانك. كما تم استخدام نظريات الحقل الفعالة لتبسيط المشكلات في النسبية العامة، ولا سيما في حساب توقيع موجة الجاذبية للأجسام ذات الحجم المحدود الملهمة. أكثر عمليات الحقل الفعال شيوعًا في النسبية العامة هي «النسبية العامة غير النسبية» (Non-Relativistic General Relativity)،  والتي تشبه التوسع ما بعد نيوتن. وهناك نسبة شائعة أخرى من نظريات الحقل الفعالة في النسبية العامة هي نسبة الكتلة القصوى (Extreme Mass Ratio)، والتي تسمى في سياق المشكلة الملهمة EMRI.

### أمثلة أخرى
في الوقت الحاضر، تتم كتابة نظريات الحقل الفعالة في العديد من المواقف.
- أحد الفروع الرئيسية للفيزياء النووية هو الديناميكا الديناميكية الكمومية، حيث يتم التعامل مع تفاعلات الهادرون كنظرية مجال، والتي ينبغي استنتاجها من النظرية الأساسية للديناميكيات الكمومية . ديناميكا الديناميك الكمومي هي نظرية القوة النووية، على غرار ديناميات الديناميات الكمومية كونها نظرية التفاعل القوي والديناميكا الكهربائية الكمومية هي نظرية القوة الكهرومغناطيسية . بسبب الفصل الأصغر لمقاييس الطول هنا، تتمتع هذه النظرية الفعالة ببعض القوة التصنيفية، ولكن ليس للنجاح المذهل لنظرية فيرمي.
- في فيزياء الجسيمات، حققت نظرية الحقل الفعال لـ QCD والتي تسمى نظرية الاضطراب اللولبي نجاحًا أفضل.[8] تتناول هذه النظرية تفاعلات الهدرونات مع البيونات أو الكاون، والتي هي بوزون غولدستون لكسر التماثل التلقائي العفوي .متغير التوسع هي الطاقة البيون/ قوة دفع.
- بالنسبة للهادرونات التي تحتوي على كوارك ثقيل واحد (مثل القاع أو السحر )، تم العثور على نظرية مجال فعالة تتسع في صلاحيات كتلة الكوارك، والتي تسمى نظرية الكوارك الثقيل (HQET)، وهي مفيدة.
- بالنسبة للهادرونات التي تحتوي على اثنين من الكواركات الثقيلة، تم العثور على نظرية مجال فعالة تتسع في قوى السرعة النسبية للكواركات الثقيلة، والتي تسمى QCD غير النسبية (non-relativistic QCD)، مفيدة، لا سيما عند استخدامها في الاقتران مع شبكية QCD .
- بالنسبة لتفاعلات الهدرون مع جزيئات الطاقة النشطة ( الخطية ) الجسيمية، يتم وصف التفاعلات مع درجات منخفضة من الطاقة (خفيفة) من الحرية من خلال النظرية الفعالة الخطية اللينة (soft-collinear effective theory ).
- يتكون الكثير من فيزياء المادة المكثفة من كتابة نظريات الحقل الفعالة لخاصية المادة قيد الدراسة.
- يمكن أيضًا معالجة الديناميكا المائية باستخدام نظريات الحقل الفعال.[9]

## روابط خارجية
- Birnholtz, Ofek; Hadar, Shahar; Kol, Barak (1998). "Effective Field Theory". arXiv:hep-ph/9806303.
- Hartmann، Stephan (2001). "Effective Field Theories, Reductionism and Scientific Explanation" (PDF). Studies in History and Philosophy of Science Part B: Studies in History and Philosophy of Modern Physics. ج. 32 ع. 2: 267–304. DOI:10.1016/S1355-2198(01)00005-3. مؤرشف من الأصل (PDF) في 2017-09-22.
- Birnholtz، Ofek؛ Hadar، Shahar؛ Kol، Barak (1997). "Aspects of Heavy Quark Theory". Annual Review of Nuclear and Particle Science. ج. 47: 591–661. arXiv:hep-ph/9703290. DOI:10.1146/annurev.nucl.47.1.591.
- نظرية المجال الفعال (التفاعلات، وكسر التماثل والحقول الفعالة - من الكواركات إلى النواة. محاضرة عبر الإنترنت بقلم جاسيك دوباتشوسكي)